# Fergana (bướm đêm)
Fergana  là một chi bướm đêm thuộc họ Noctuidae.

## Hình ảnh

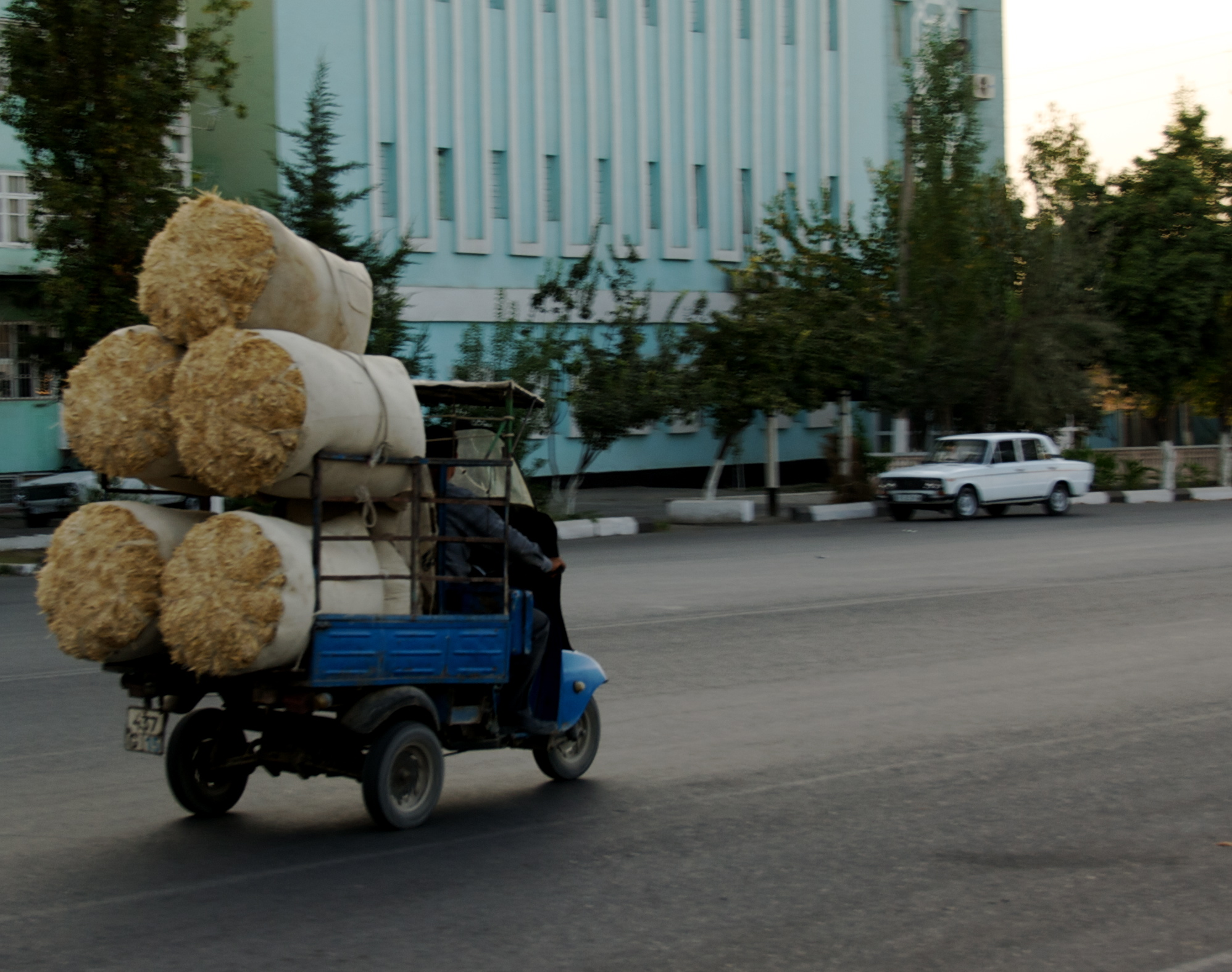
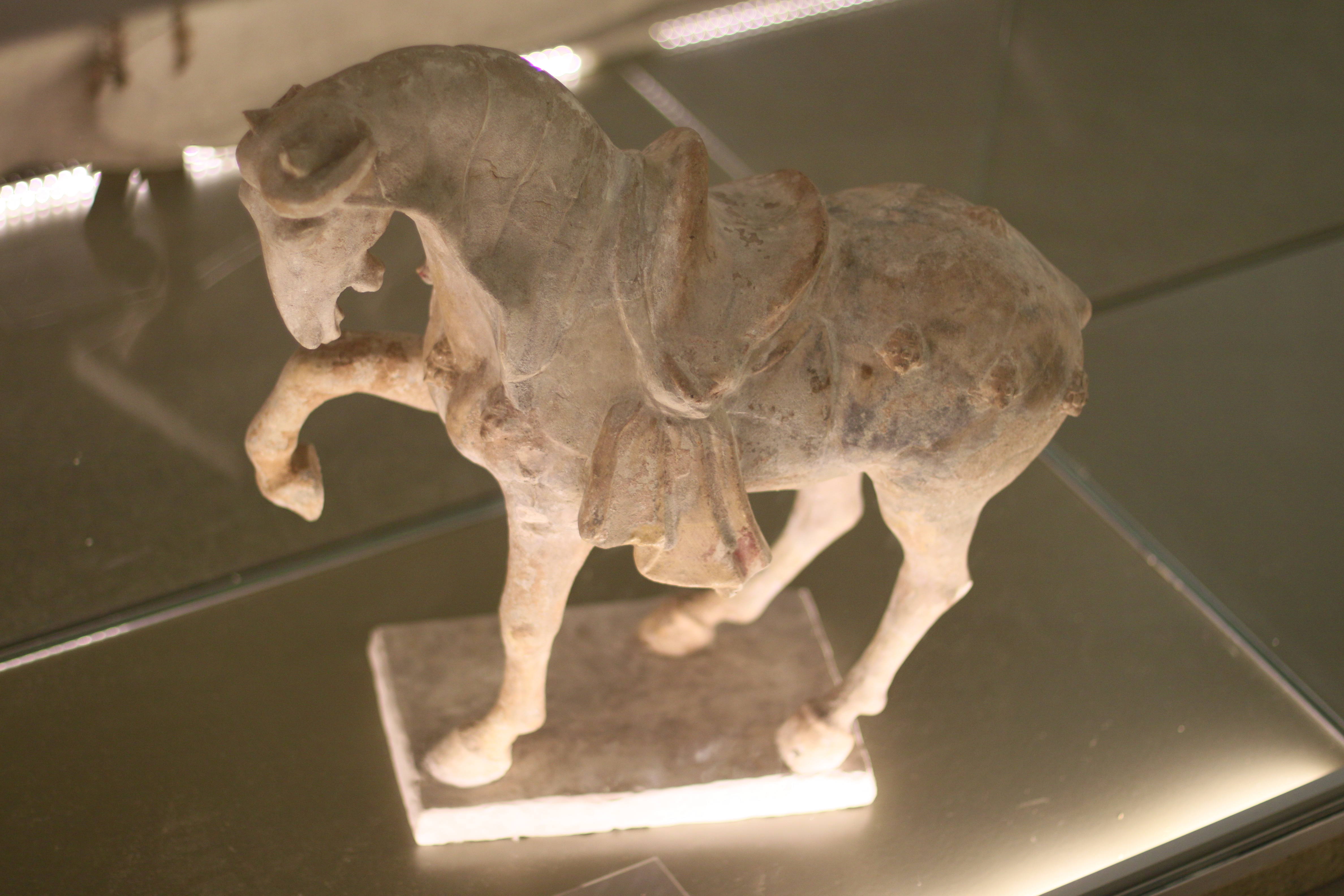
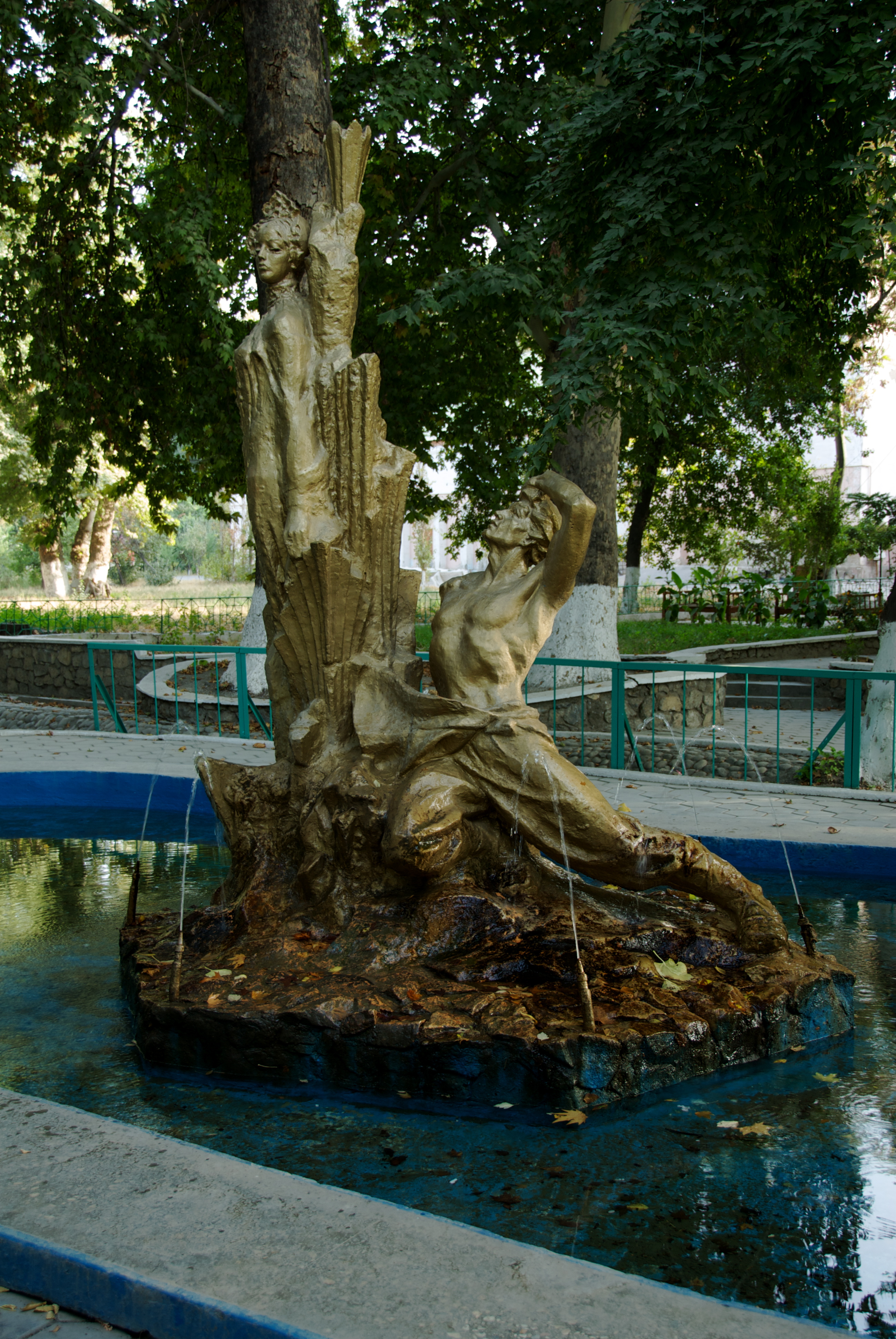